# Серфінг на літніх Олімпійських іграх 2024
Змагання з серфінгу на літніх Олімпійських іграх 2024 тривали з 27 липня до 5 серпня 2024 біля узбережжя Теахупоо (Таїті, Французька Полінезія). Загалом у змаганнях на короткій дошці брали участь 48 серфінгістів (по 24 кожної статі), що на 8 більше, ніж на літніх Олімпійських іграх 2020.

## Місце проведення
Змагання з серфінгу відбудуться біля узбережжя Теахупоо на Таїті у Французькій Полінезії, що лежить на півдні Тихого океану. Це місце, замість континентальної Європи, обрали з огляду на придатні для змагань з серфінгу великі хвилі, якими воно славиться. Уперше в історії глядачам дозволено спостерігати за змаганнями. Таїті лежить на відстані 15000 тис. кілометрів від Парижа, а це новий рекорд відстані проведення змагань офіційної програми від столиці країни-господарки. Попередній рекорд належав літнім Олімпійським іграм 1956, які приймало австралійське місто Мельбурн, тоді як змагання з кінного спорту відбулися в Стокгольмі (Швеція).

## Розклад змагань
| П1 | Попередній раунд 1 | П2 | Попередній раунд 2 | П3 | Попередній раунд 3 | ¼ | Чвертьфінали | ½ | Півфінали | Ф | Фінал |

| Дисципліна ↓ / Дата → | Суб 27 | Нед 28 | Пон 29 | Вів 30 | Вів 30 | Сер 31 | Сер 31 |
| --------------------- | ------ | ------ | ------ | ------ | ------ | ------ | ------ |
| Чоловіки              | П1     | П2     | П3     | ¼      | ½      | Ф      |        |
| Жінки                 | П1     | П2     | П3     | ¼      |        | ½      | Ф      |

Це попередній розклад. Залежно від погоди змагання можуть перенести, але не пізніше, ніж на 5 серпня.

## Країни-учасниці
У змаганнях візьмуть участь 48 серфінгістів (по 24 кожної статі) з 21 країни.
- Австралія (AUS) (4)
- Бразилія (BRA) (6)
- Канада (CAN) (1)
- Китай (CHN) (1)
- Коста-Рика (CRC) (1)
- Сальвадор (ESA) (1)
- Франція (FRA) (4) країна-господарка
- Німеччина (GER) (2)
- Індонезія (INA) (1)
- Ізраїль (ISR) (1)
- Італія (ITA) (1)
- Японія (JPN) (4)
- Мексика (MEX) (1)
- Марокко (MAR) (1)
- Нова Зеландія (NZL) (2)
- Нікарагуа (NCA) (1)
- Перу (PER) (3)
- Португалія (POR) (2)
- ПАР (RSA) (3)
- Іспанія (ESP) (3)
- США (USA) (5)

## Медальний залік

### Таблиця медалей
*   Країна-господарка (Франція)
| Місце              | NOC                | Золото | Срібло | Бронза | Загалом |
| ------------------ | ------------------ | ------ | ------ | ------ | ------- |
| 1                  | Франція*           | 1      | 0      | 1      | 2       |
| 2                  | США                | 1      | 0      | 0      | 1       |
| 3                  | Бразилія           | 0      | 1      | 1      | 2       |
| 4                  | Австралія          | 0      | 1      | 0      | 1       |
| Загалом (4 збірні) | Загалом (4 збірні) | 2      | 2      | 2      | 6       |

### Медалісти
| Чоловіки | Колі Вас · Франція  | Джек Робінсон · Австралія      | Габріел Медіна · Бразилія |  |  |  |
|          |                     |                                |                           |  |  |  |
| Жінки    | Каролін Маркс · США | Татіана Вестон-Вебб · Бразилія | Жоанн Дефе · Франція      |  |  |  |